# Наполеон Цибульський
Наполеон Цибульський (Никодим Осипович Цибульський), пол. Napoleon Nikodem Cybulski; 14 вересня 1854, Кривоноси — 26 червня 1919, Краків) — польський і російський вчений-фізіолог, ендокринолог, один з відкривачів адреналіну та електричної активності головного мозку (1890), піонер застосування методу електроенцефалографії, доктор медицини, громадський діяч, публіцист і філософ.

## Біографія
Народився 14 (за іншими даними 13) вересня 1854 року у невеликому маєтку-застінку Кривоноси у волості Кобильнік Свенцянського повіту Віленської губернії Російської імперії в сім'ї дрібного польського шляхтича Юзефа Наполеона гербу Правдич і Марціянни з дому Гуторовичів.
1875 року зі срібною медаллю закінчив гімназію в Мінську. Того ж року поступив до Імператорської медико-хірургічної академії у Санкт-Петербургу, де навчався до 1880 року та здобув диплом з відзнакою. Ще навчаючись на другому курсі, 1877 року він почав працювати на кафедрі фізіології під керівництвом професора Івана Тархнішвілі. У вересні 1881 р. за рекомендацією останнього Н.Цибульський був призначений на посаду прозектора кафедри фізіології Військово-медичної академії, якою й завідував І. Р. Тарханов; на цій посаді Н.Цибульський пропрацював до жовтня 1885 року.

Того ж року захистив дисертацію на тему «Исследования над скоростью движения крови посредством фотогемотахометра» та отримав ступінь доктора медицини.
У жовтні 1885 року був обраний професором кафедри фізіології Ягеллонського університету, згодом як завідувач кафедри зробив значний внесок у її становлення і розвиток, зокрема, організував фізіологічну лабораторію.

У 1887—1888 та 1895—1896 роках виконував обов'язки декана медичного факультету, у 1904—1905 рр. — ректора, а в 1905—1909 рр. — проректора університету.
Окрім медицини цікавився також соціальними питаннями, виступаючи як публіцист зі статтями: Чи держава і суспільство зобов'язані сприяти розвитку науки? (1895), До питання про організацію селянських господарств (1896), Наука і потреби війни (1918). Він був великим прихильником залучення жінок до медичних досліджень. Був одним із засновників у 1891 році першої жіночої гімназії у Кракові. У 1916 році придбав особняк та оселився у Навойовій Гурі, Ґміна Кшешовіце. У 1918 році він отримав премію Фонду Еразма і Анни Єжмановських, присуджену Польською академією наук.
Помер у власному кабінеті в університеті внаслідок інсульту. Посмертно нагороджений у 1936 році Командорським хрестом Ордену Відродження Польщі.

## Наукова діяльність
Основні наукові праці присвячені проблемам загальної фізіології та фізіології кровообігу.

- 1880 — одним з перших застосував внутршньовенне вливання соляних розчинів, за що отримав диплом з відзнакою.
- 1894 — спільно з Владиславом Шимановичем відкрив фізіологічну дію секретів наднирників — адреналіну й адреналіноподібних речовин.
- Вивчав природу нервого збуждення й гіпнозу.
- Досліджував вплив депресорного й блукаючого нервів на кровообіг і діяльність серця.
- Розробив нові методи дослідження і створив прилади, що дозволяють визначити швидкість руху і масу крові у різних органах і судинах (гемотахометр та інші прилади).

Був засновником краківської фізіологічної школи, від 1887 року — членом-кореспондентом, а з 31 жовтня 1891 року — дійсним членом Польської академії наук.

Піонер польської електроенцефалографії та ендокринології. Одним з перших в 1890 році отримав запис ЕЕГ кори головного мозку.

Автор близько 100 наукових праць.
Найбільш відомі з його учнів: Адольф Бек (Adolf Beck), Владислав Шимонович (Władysław Szymonowicz), Леон Вахгольц (Leon Wachholz), Александер Роснер (Aleksander Rosner), Станіслав Мазярський (Stanisław Maziarski) та багато інших.
Деякі тези, що містяться в книзі Цибульського про гіпнотизм з точки зору фізіології дозволяють віднести його до предтеч концепції несвідомого, який випередив ідеї Фрейда.

## Основні праці
- Физиология человека.— 1-е изд (1896)
- Физиология человека.— 2-е изд (1915).
- O metodach badania fizyologicznego (1885)
- Nowy przyrzad do badania prędkości ruchu krwi (fotohaemotachometr) i jego zastosowanie (1886)
- O hypnotyzmie ze stanowiska fizyjologicznego (1887)
- Nowy manometr do oznaczania parcia w żyłach za pomocą fotografii (1888)
- O ucisku mózgu (1890)
- Dalsze zjawiska nad zjawiskami elektrycznymi w korze mózgowej małpy i psa (1891)
- Nowa modyfikacja kalorymetru (1894)
- O funkcji nadnercza (1895)
- Próba nowej teroyi zjawisk elektrycznych w tkankach zwierzęcych (1898)
- Kilka słów w sprawie jadów w jelicie prawidłowem (1907)
- Wpływ błon i przegród na siły elektromotoryczne (1909)
- Fizyologia człowieka (1915)
- O termodynamice mięśniowej (1916)
- Elektryczność zwierzęca [Архівовано 4 березня 2016 у Wayback Machine.]